# Année (calendrier)
Pour les articles homonymes, voir Année.
Une année est un intervalle de temps défini conventionnellement dans le cadre d’un calendrier, égal à un presque nombre entier de 365 jours (certaines années, bissextiles, du calendrier grégorien comptant 366 jours), et plus ou moins proche de l’année tropique qui correspond à la périodicité des saisons terrestres.
La durée d'une année et son commencement peuvent varier selon le calendrier considéré ; la durée de l’année tropique est elle-même sujette à variations au cours de longues périodes.
Dix années forment une décennie, cent un siècle et mille un millénaire. Quatre années forment une olympiade ; un lustre est une période de cinq années.

## Historique de la connaissance de l'année
Dans la longue quête de la mesure et de la maîtrise de cette unité de temps qu'est l'année, les êtres humains se sont longtemps contentés d'une coïncidence et d'une approximation fortuites, pourtant réellement observables, bien que sans cause à effet : Étant donné qu'une lunaison moyenne dure approximativement 29,53 jours, douze lunaisons durent environ 354,36 jours, donc environ 11 jours de moins que l'année tropique qui, elle, détermine réellement la durée de l'année des saisons.
Les premiers à se détacher de la « lune trompeuse », en essayant de donner une valeur concrète à l'année tropique, furent les anciens Égyptiens, il y a plus de 5 000 ans, avec leur calendrier dit « vague » de 365 jours exactement.
Depuis, les êtres humains ont pu progressivement affiner la connaissance de la durée de l'année tropique.

## Les différentes années classiques
- L'année commune compte exactement 365 jours ou 8760 heures.
- L'année bissextile compte exactement 366 jours ou 8784 heures.
- L'année calendaire se fonde sur un calendrier conventionnel. L'année grégorienne constitue le standard international, et est d'usage légal dans la majorité des pays.
- L'année civile commence le 1er_janvier et se termine le 31 décembre. En France, c'est le cas depuis l'édit de Roussillon.
- L'année scolaire ou année académique commence au mois de septembre et termine au mois de juin ou juillet.
- L'année fiscale dépend des pays : 
  - en France en Belgique et au Canada, c'est une année civile (à noter qu'en Belgique les sociétés peuvent à leur création, librement déterminer l'année fiscale). Au Québec, elle commence le 1er avril et se termine au 31 mars ;
  - aux États-Unis, elle est choisie par chaque société ;
  - en Grande-Bretagne, elle commence le 6 avril et se termine le 5 avril ;
  - au Japon, elle commence le 1er avril et se termine au 31 mars.
- L'année gazière a plusieurs définitions : selon la loi[1] et pour le gestionnaire du réseau de transport suisse Gaznat[2] elle commence le 1er octobre, pour le gestionnaire du réseau de transport français GRTgaz[3], le 1er novembre, et pour le gestionnaire de stockage souterrain Storengy, elle commence le 1er avril, ce qui correspond au besoin de remplir les stockages pendant l'été avant de les vider en hiver.
- L'année liturgique commence le premier dimanche de l'avent, pendant le mois de novembre ou au plus tard les premiers jours de décembre.

## Les différentes années tropiques conventionnelles
- L'année vague compte exactement 365 jours, une valeur conventionnelle de l'année tropique appliquée durant plus de 3000 ans dans le calendrier vague égyptien.

- L'année julienne s'appuie sur l'année tropique conventionnelle selon Sosigène d'Alexandrie (Ier siècle av. J.-C.), compte exactement 365,25 jours, soit 365 jours +1/4. (Cycle de quatre ans : trois ans de 365 jours, puis une année de 366 jours.) Cette unité de mesure est souvent utilisée encore lorsqu'une période est donnée en années.

- L'année grégorienne se réfère à l'année tropique conventionnelle selon Christopher Clavius (1537–1612) qui compte exactement 365,2425 jours, soit 365 jours + 1/4 -1/100 +1/400. (Cycle de 400 ans : les années séculaires sont exceptionnellement années communes sauf celle dont le nombre de siècles est divisible par quatre.)

- L’année tropique conventionnelle, selon Simon Newcomb (°1835 – +1909), est l'année tropique utilisée traditionnellement en astronomie depuis près de 150 ans. Sa valeur diminue actuellement au fil du temps (environ 0,53 s par siècle) et était estimée à 365,24218916364 jours (365 jours 5 heures 48 minutes 45,143 738 5 secondes) au 1er janvier 2021, 0 h TU. Sa valeur moyenne arrondie de 365,2422 jours est beaucoup plus proche de la valeur de l'année tropique réelle que la valeur de Clavius (qui était astronomiquement correcte il y a près de 6 000 ans). Néanmoins, la valeur de Newcomb n'est pas un arrondi par défaut (elle excède de ~9,5 millionièmes de jour, soit ~0,8 seconde, la valeur actuelle), de sorte qu'elle se faussera de plus en plus dans l'avenir, à raison du ralentissement de la rotation terrestre (voir Variation à long terme de la durée du jour).

- L'année tropique conventionnelle, selon Johann Heinrich von Mädler (°1794 – +1874), est l'année tropique scientifiquement la plus exacte, bien que toujours largement méconnue. Avec sa valeur (arrondie, par défaut, à ~2,5 millionièmes près) de 365 jours +1/4-1/128, soit 365,242 187 5 jours exactement, ou exactement 365 jours, 5 heures 48 minutes et 45 secondes, elle implique une année exceptionnellement commune tous les 128 ans (au lieu de tous les 133,333… ans, en moyenne, dans le calendrier grégorien actuel).

- D'autres années tropiques conventionnelles, plus ou moins bien calculées, ont pu avoir été appliquées dans différents calendriers religieux ou nationaux.

## Les autres années spécifiques
En rapport à l'année tropique, on mentionnera :
- L'année sidérale, qui correspond au temps qui sépare deux passages consécutifs du Soleil par le même point (point défini par rapport à trois axes partant du soleil vers trois étoiles lointaines) de son orbite sur l'écliptique ; c’est-à-dire une révolution véritable de la Terre autour du Soleil, en évitant donc l'écueil de la non-considération des conséquences directes du phénomène de précession des équinoxes, au contraire du référentiel tropique saisonnier. 
 En 2000, elle valait 365 jours 6 heures 9 minutes 10 secondes ou bien 365,256 365 67 jours, soit 20 minutes 24,7 secondes de plus que l'année tropique.

- L'année anomalistique, qui est la durée qui sépare deux passages consécutifs de la Terre au périhélie. 
 En 2000, elle valait 365 jours 6 heures 13 minutes 53 secondes ou bien 365,259 644 38 jours, soit 25 minutes et 8 secondes de plus que l'année tropique.

- L'année draconitique (ou année écliptique), qui est l'intervalle de temps qui sépare deux passages consécutifs du Soleil par le nœud ascendant de l'orbite lunaire. 
 En 2000, elle valait 346 jours 14 heures 52 minutes 54 secondes ou bien 346,620 075 jours.

Deux cycles astronomiques plus longs sont appelés, parfois, abusivement aussi, « année » :
- Le cycle draconitique de la Lune, des éclipses solaire et lunaires, qui dure 18,6 ans, est parfois appelé année draconitique.

- Le cycle équinoxial qui dure environ 25 800 ans est nommé, quelquefois en langage non-scientifique, année platonique.

Toutes ces durées sont données en jours de 86 400 secondes (voir aussi temps solaire)